# Politisk Revy
Politisk Revy var ett danskt förlag och veckotidning som utkom var fjortonde dag 1963-1987. Tillsammans med Dagbladet Information var Politisk Revy ett språkrör för den vänsterinriktade och kulturradikala opinionen i landet.
Tidningen upprättades 1963 av en grupp som var knuten till Socialistisk Folkeparti (SF) och den nedlagda tidskriften Dialog. Under de första åren var målet att tidningen skulle utgöra ett forum för hela den danska vänsteropinionen, från SF till Det Radikale Venstre. Från 1960-talets mitt blev den dock än mer vänsterorienterad och visade öppet stöd till 1960-talets ungdomsrevolt. Till skillnad från tidningen Land og Folk hade Politisk Revy en kritisk inställning gentemot kommunismen och Sovjetunionen. Den kritiserade också den politiska utvecklingen i Vietnam (också efter kriget) och Kambodja (Pol Pot och Röda khmererna), samt Sovjetunionens invasion av Afghanistan. Däremot var den periodvis mer positivt inställd gentemot Kuba och kulturrevolutionen i Kina. Under 1970-talet var tidningen dessutom knuten till partiet Venstresocialisterne.
Politisk Revy följde samma utveckling som resten av den danska vänsterrörelsen och minskade i betydelse under 1980-talet. Samtidigt var de yttersta vänsterpartierna i dansk politik under upplösning i samband med att Glasnost och Perestrojka genomförts i Sovjetunionen. Tidningen lades ned 1987 och förlaget med samma namn fortsatte som ett enmansprojekt.